# 上院
上院（じょういん、英: upper house）は、両院制の議会における一方の議院の呼称である。国民を直接代表する議員から成る下院に対し、それとは異なる選出方法で選ばれた議員から成る議院を総称して上院と呼ぶ。日本では参議院、アメリカ合衆国では元老院、イギリスでは貴族院、フランスでは元老院、ドイツでは連邦参議院がこれにあたる。

## 概要
両院制の議会をもつ国では、国政機関の重複という状態を避けるため、それぞれの議院に異なった性格をもたせている。一般に下院の議員には「国民(庶民)の代表」という性格があり、その選出は人口に比例して行われる。これに対して、上院の議員には「地域の代表」や「州の代表」、「連邦の各構成単位の代表」、「職域や社会集団の代表」（職能議会）、貴族制度のある国では「階級の代表」などといった性格があり、その選出は必ずしも人口に比例したものではない。
議会制民主主義の発祥地にして現在でも貴族制度が残る英国では、かつては上院が伝統的貴族や大地主のみで構成されていたが、現在では栄典の授与によって誕生した一代貴族や、元三権の長や要職経験者、そして選出された有識者などの比率が大幅に増やされた。その結果、「貴族院」としての性格は薄れ「専門家集団院」的様相を示すに至っている。
また、上院下院といわゆる上下関係があるようにみられるが、上下院対等であったり、日本のように下院である衆議院に優位性が認められるなど上下関係の逆転現象が発生する議会も多く、必ずしも言葉通りの上下関係になっている訳ではない。
上院下院の呼称について、階級層が上位の者で構成されてきた歴史を持つ議会を上院、相対的に下位に当たる階級層で構成されてきた歴史を持つ議会を下院と呼称する事例が多い。(日本であれば参議院の前身が貴族院であるなど)特にイギリスや日本のように、立憲君主制国家のように歴史的に貴族身分を持つ者が政治の中心にいたものが、庶民に移ってきた経緯を持つ国家は特にその傾向がみられる。
なお、古代ローマを源泉とする西欧文明を継承する英・仏・西・米などの旧宗主国や、それらが支配していた旧植民地から20世紀に独立した多くの国々では、古代共和政ローマ時代 (紀元前6世紀〜) の「元老院 (ラテン語: Senatus)」という語に由来する語を上院の正式名称としている（下記の世界の上院節を参照）。

### 例
フランスでは間接選挙制で選出され、カナダでは総督が任命して、ドイツでは州政府が代表者を任命する。

## 日本の上院
日本では参議院が上院に当たる。
日本の場合は、他国の上院にあるような「地域の代表」や「階級の代表」といった性格よりも、衆議院と同様の「国民の代表」という性格が強い。議員定数は人口に応じて変化し、全国を都道府県で分けた「選挙区」と、全国を1つの区とした「比例代表区」で構成されている。各議員の任期は6年あるが、3年ごとに半数を改選する方式となっており仮に衆議院の解散と重複した場合でも、半数の参議院議員が国会に存在することになる。
しかし、衆議院には解散があり参議院に比べて任期が短くなっている分、選挙を通じて国民の意思を問う機会が多くなる。そのため、衆議院に優越的な権限が与えられており、予算案の成立・条約の批准・内閣総理大臣の指名については、衆議院の議決が優先される。

## 世界の上院
それぞれの正式名称を挙げる。原則として日本の新聞やニュースなどでは、他国の上院をすべて一律に「上院」と呼んでいる。
| 国                       | 和訳表記（設置期間） | 原語表記                                                                                      |
| ------------------------ | --- | --------------------------------------------------------------------------------------------- |
| アイルランド             | アイルランド貴族院（1297年-1800年） シャナズ・エアラン（1922年-） | Irish House of Lords Seanad Éireann                                                           |
| アフガニスタン           | 長老議会 | مشرانو جرگه                                                                                   |
| アメリカ                 | 合衆国元老院（1787年-） | United States Senate                                                                          |
| アルジェリア             | 国民評議会 |                                                                                               |
| アルゼンチン             | 元老院 | el Honorable Senado                                                                           |
| アンティグア・バーブーダ | 元老院 |                                                                                               |
| イギリス                 | 貴族院（14世紀前半-） | the House of Lords                                                                            |
| イタリア                 | 王国元老院（1861年-1946年） 共和国元老院（1948年-） | Senato del Regno d'Italia il Senato della Repubblica                                          |
| インド                   | ラージヤ・サバー（1950年-） | राज्य सभा                                                                                        |
| インドネシア             | 地方代表議会 |                                                                                               |
| ウズベキスタン           | 元老院 | Senat                                                                                         |
| ウルグアイ               | 元老院 |                                                                                               |
| エチオピア               | 連邦院 |                                                                                               |
| オーストラリア           | 元老院 | the Senate                                                                                    |
| オーストリア             | 連邦議会 | der Bundesrat                                                                                 |
| オマーン                 | 国家評議会 | مجلس الدولة الحمداني-                                                                         |
| オランダ                 | 第一院 | de Eerste Kamer der Staten-Generaal                                                           |
| カザフスタン             | 元老院 | Сенат                                                                                         |
| カナダ                   | 元老院 | [ 注釈 3 ]                                                                                    |
| ガボン                   | 元老院 |                                                                                               |
| カメルーン               | 元老院 |                                                                                               |
| カンボジア               | 元老院 | ព្រឹទ្ធសភានៃព្រះរាជាណាចក្រកម្ពុជា                                                                           |
| グレナダ                 | 元老院 |                                                                                               |
| ケニア                   | 元老院 |                                                                                               |
| コロンビア               | 元老院 |                                                                                               |
| コンゴ共和国             | 元老院 |                                                                                               |
| コンゴ民主共和国         | 元老院 |                                                                                               |
| ジャマイカ               | 元老院 |                                                                                               |
| ジンバブエ               | 元老院 |                                                                                               |
| スーダン                 | 全州評議会 |                                                                                               |
| スイス                   | 全州議会 | [ 注釈 4 ]                                                                                    |
| スペイン                 | スペイン元老院 | el Senado                                                                                     |
| スロベニア               | 国民評議会 | Državni svet                                                                                  |
| エスワティニ             | 元老院 |                                                                                               |
| 赤道ギニア               | 元老院 |                                                                                               |
| セントルシア             | 元老院 |                                                                                               |
| ソマリア                 | 元老院 |                                                                                               |
| タイ                     | 元老院 | วุฒิสภา                                                                                         |
| タジキスタン             | 国民議会 |                                                                                               |
| チェコ                   | 元老院 | ten Senát                                                                                     |
| チリ                     | 元老院 |                                                                                               |
| ドイツ                   | 連邦参議院（1871年-1918年） 国家参議院（1919年-1934年） 連邦参議院（1949年-）                                                                                               | Bundesrat Reichsrat Bundesrat                                                                 |
| ドミニカ共和国           | 元老院 |                                                                                               |
| トリニダード・トバゴ     | 元老院 |                                                                                               |
| ナイジェリア             | 元老院 |                                                                                               |
| ナミビア                 | 国民評議会 | the National Council                                                                          |
| 日本                     | 貴族院（1890年-1947年） 参議院（1947年-） | 貴族院 参議院                                                                                 |
| ネパール                 | 元老院 |                                                                                               |
| バーレーン               | 諮問評議会 | المجلس الاستشاري                                                                              |
| ハイチ                   | 元老院 |                                                                                               |
| パキスタン               | 元老院 | ایوان بالا پاکستان                                                                            |
| バハマ                   | 元老院 |                                                                                               |
| パラオ                   | 元老院 | the Senate                                                                                    |
| パラグアイ               | 元老院 |                                                                                               |
| バルバドス               | 元老院 |                                                                                               |
| ブータン                 | 国家評議会 | རྒྱལ་ཡོངས་ཚོགས་སྡེ།                                                                                 |
| フィリピン               | 元老院 | Senado                                                                                        |
| ブラジル                 | 連邦元老院 | Senado Federal                                                                                |
| フランス                 | 元老会（1795年-1799年） 護憲元老院（1799年-1814年） 貴族院（1814年-1848年） 元老院（1851年-1870年） 元老院（1875年-1940年） 共和国評議会（1946年-1958年） 元老院（1958年-） | Conseil des Anciens Sénat conservateur Chambre des pairs Sénat Conseil de la République Sénat |
| ブルンジ                 | 元老院 |                                                                                               |
| ベラルーシ               | 共和国院 | Совет Республики                                                                              |
| ベリーズ                 | 元老院 |                                                                                               |
| ベルギー                 | 元老院 | [ 注釈 7 ]                                                                                    |
| ポーランド               | 元老院 | Senat Rzeczypospolitej Polskiej                                                               |
| ボスニア・ヘルツェゴビナ | 民族院 |                                                                                               |
| ボリビア                 | 元老院 |                                                                                               |
| マダガスカル             | 元老院 |                                                                                               |
| マレーシア               | 元老院 | Dewan Negara                                                                                  |
| 南アフリカ               | 全国州評議会 | National Council of Provinces                                                                 |
| 南スーダン               | 全州評議会 |                                                                                               |
| ミャンマー               | 民族代表院 |                                                                                               |
| メキシコ                 | 元老院 | el Senado                                                                                     |
| モーリタニア             | 元老院 |                                                                                               |
| モロッコ                 | 参議院 | مجلس المستشارين                                                                               |
| ヨルダン                 | 元老院 | مجلس الأعيان الأردني                                                                          |
| リベリア                 | 元老院 |                                                                                               |
| ルーマニア               | 元老院 | Senatul                                                                                       |
| ルワンダ                 | 元老院 |                                                                                               |
| レソト                   | 元老院 |                                                                                               |
| ロシア                   | 国家評議会（1906年-1917年） 連邦院（1993年-） | Государственный Совет Совет Федерации                                                         |